# Мерена реч
Мерената реч има ритъм, създаден от правилно редуване на ударени и неударени или къси и дълги срички. Използва се предимно в поезията, затова често се отъждествява със стихотворната, поетическата реч. Мерената реч се отличава от немерената със своята по-богата емоционалност и музикалност. Интонацията, ритъмът, паузите и др. спомагат за изразителността и въздействието на мерената реч.
Например стихотворението „Юноша“ от Христо Смирненски се състои от четиристишия, 
във всяко от които се редуват четиристъпен и тристъпен анапест
{\displaystyle \left(\,\cup \,\cup \,{\acute {-}}\,\right)}:
Поздравих пролетта, поздравих младостта
{\displaystyle \,\cup \,\cup \,{\acute {-}}\,\,\vert \,\cup \,\cup \,\,{\acute {-}}\,\,\vert \,\cup \,\cup \,\,{\acute {-}}\,\,\vert \,\cup \,\cup \,\,{\acute {-}}}
и възторжен разтворих очи,
{\displaystyle \,\cup \,\cup \,{\acute {-}}\,\,\vert \,\cup \,\cup \,\,{\acute {-}}\,\,\vert \,\cup \,\cup \,\,{\acute {-}}}
за да срещна Живота по друм от цветя
{\displaystyle \,\cup \,\cup \,{\acute {-}}\,\,\vert \,\cup \,\cup \,\,{\acute {-}}\,\,\vert \,\cup \,\cup \,\,{\acute {-}}\,\,\vert \,\cup \,\cup \,\,{\acute {-}}}
в колесница от лунни лъчи.
{\displaystyle \,\cup \,\cup \,{\acute {-}}\,\,\vert \,\cup \,\cup \,\,{\acute {-}}\,\,\vert \,\cup \,\cup \,\,{\acute {-}}}

Макар и по-рядко, мерена реч се среща и в други жанрове. Съществуват например приказки в мерена реч. От този вид е приказката „Постник“ от Ран Босилек, която започва така:
Вълчо постник станал. Девет клетви сторил месо да не кусва. Див медец ще ближе. Ще яде коприва и само във празник риба ще похапва.
Ритъмът на приказката е изграден върху относително правилното редуване на ударена и неударена сричка. Това редуване е постигнато чрез подбор на предимно двусрични думи с ударение на първата сричка.